# Wicklow
Wicklow (Irsk: Cill Mhantáin) er en irsk by i County Wicklow i provinsen Leinster, i den centrale del af Republikken Irland med en befolkning (inkl. opland) på 10.070 indb i 2006 (9.355 i 2002)
Den lokale historie har afdækket, at byen Wicklow blev grundlagt af vikinger omkring år 870. Mens første del af bynavnet 'Wick' hidrører fra betydningen 'vikinger', så er betydningen af 'low' mere usikker eller flertydig. Betydningen af 'Vikinglow' el. 'Wykynlow' kan være 'vikingernes enge', eller det kan stamme fra fra 'Wykynlo', der betyder 'Viking Loch' = 'Vikinge-søen'. Uanset bynavnets oprindelse, så er det ikke overraskende med den naturlige havn og de omkringliggende frugtbare landbrugsarealer, at der allerede var etableret faste bosættelser her helt tilbage til 800-tallet og tidligere endnu.
Lidt vest for byen Wicklow ligger Wicklow Nationalpark i et naturskønt fredet bakkeområde, der er et yndet vandreområde for naturelskere. I nationalparkens centrum ligger den historiske landsby Glendalough ved de to søer i Glendaloughdalen, hvorfra tømmeret til vikingeskibet Skuldelev 2 i sin tid er hentet for næsten 1000 år siden
Det økonomiske boom, som har karakteriseret udviklingen inden for den irske økonomi siden midten af 1990'erne har også påvirket Wicklow, der ligger på den østlige vækstakse, der strækker sig langs hovedvejen fra Belfast i Nordirland til Waterford i Irlands sydøstlige hjørne. Herunder er der etableret nye industri- og servicevirksomheder i bl.a. Wicklow-regionen, ligesom udviklingen har tiltrukket migranter fra landområder og mindre byer.